# Кузнецова, Екатерина Ильинична
Екатерина Ильинична Кузнецова — передовик сельхозпроизводства, свинарка, бригадир животноводческого совхоза «Воткинский» Удмуртской АССР. Герой Социалистического Труда (1971).

## Биография
Екатерина Ильинична Кузнецова родилась 8 ноября 1918 года в крестьянской семье деревни Дрёмино (ныне в Воткинском районе Удмуртии). В 13 лет начала свою трудовую деятельность в качестве подсобной рабочей на ферме. Спустя два года устроилась на работу свинаркой на недавно созданный совхоз «Воткинский».
Окончив в 1938 году в Ижевске годичные курсы бригадиров-животноводов, вернулась в Воткинск и была назначена бригадиром совхоза. Работала на этой должности на протяжении 36 лет, вплоть до выхода на пенсию в 1975 году.
Под руководством Екатерины Ильиничны совхоз значительно увеличил поголовье свиней, выросли доходы от свиноводства. За восьмую пятилетку бригада Кузнецовой ежегодно получала и выращивала по 33 поросёнка от одной свиноматки, что являлось выдающимся результатом.
Указом Президиума Верховного Совета СССР от 8 апреля 1971 года «за выдающиеся успехи, достигнутые в развитии сельскохозяйственного производства и выполнении пятилетнего плана по продаже государству продуктов земледелия и животноводства» Кузнецовой Екатерине Ильиничне было присвоено звание Героя Социалистического Труда со вручением ордена Ленина и золотой медали «Серп и Молот».